# Джона Хил
Джона Хил Фелдстийн (на английски: Jonah Hill Feldstein) (роден на 20 декември 1983 г.) е американски филмов продуцент, сценарист, актьор, комик. 

## Биография
Участва във филми като „Супер яки“ (2007), „Позабременяла“ (2007), „Кешбол“ (2011), „Внедрени в час“ (2012), „Това е краят“ (2013) и „Вълкът от Уолстрийт“

## Избрана филмография
| година | филм                        | оригинално заглавие                            | роля             | режисьор        |
| ------ | --------------------------- | ---------------------------------------------- | ---------------- | --------------- |
| 2006   | Нощ в музея 2               | Night at the Museum: Battle of the Smithsonian | Брандън пазачът  | Шон Леви        |
| 2007   | Супер яки                   | Superbad                                       | Сет              | Грег Мотола     |
| 2007   | Всемогъщият Евън            | Evan Almighty                                  | Юджийн Тенанбаум | Том Шейдиак     |
| 2011   | Кешбол                      | Moneyball                                      | Питър Бранд      | Бенет Милър     |
| 2013   | Вълкът от Уолстрийт         | The Wolf of Wall Street                        | Дони Азоф        | Мартин Скорсезе |
| 2014   | Как да си дресираш дракон 2 | How to Train your Dragon 2                     | Сморкала (глас)  | Дийн Деблоа     |